# كأس بلغاريا 1957
كأس بلغاريا 1957 (بالبلغارية: Купа на Съветската армия 1957)‏ هو موسم من كأس بلغاريا. أشرف على تنظيمه اتحاد بلغاريا لكرة القدم، وفاز فيه ليفسكي صوفيا.